# Azzurra Volley San Casciano 2019-2020
Questa voce raccoglie le informazioni riguardanti l'Azzurra Volley San Casciano nelle competizioni ufficiali della stagione 2019-2020.

## Stagione
La stagione 2019-20 è per l'Azzurra Volley San Casciano, con la denominazione sponsorizzata de Il Bisonte Firenze, la sesta consecutiva in Serie A1. Viene confermato sia l'allenatore, Giovanni Caprara, sostituito a stagione in corso da Marco Mencarelli, che buona parte della rosa come Laura Dijkema, Sara Alberti e Nika Daalderop: tra i nuovi acquisti quelli di Sarah Fahr, Mikaela Foecke e Sylvia Nwakalor, mentre tra le cessioni quelle di Beatrice Parrocchiale, Indre Sorokaite e Louisa Lippmann.
Il campionato si apre con quattro successi consecutivi: la prima sconfitta arriva alla quinta giornata contro la Millenium Brescia; dopo una serie di risultati altalenanti, il club di San Casciano in Val di Pesa, chiude il girone di andata con cinque sconfitte di fila, classificandosi al settimo posto, utile per qualificarsi alla Coppa Italia. Il girone di ritorno comincia con lo stop inflitto dalla UYBA, a cui seguono due gare vinte e poi nuovamente quattro sconfitte; dopo la ventesima giornata il campionato viene prima sospeso e poi definitivamente interrotto a causa del diffondersi in Italia della pandemia di COVID-19: al momento dell'interruzione la squadra stazionava al nono posto in classifica.
Il settimo posto al termine del girone di andata della Serie A1 2019-20 parmette alla compagine toscana di accedere alla Coppa Italia: tuttavia il San Casciano viene sconfitto ai quarti di finale dalla UYBA, venendo eliminato.

## Organigramma societario
Area direttiva
- Presidente: Elio Sità

Area tecnica
- Allenatore: Giovanni Caprara (fino al 10 febbraio 2020), Marco Mencarelli (dal 25 febbraio 2020)
- Allenatore in seconda: Marco Cervellin
- Scout man: Lorenzo Librio

## Rosa
| N° | Nome                | Ruolo | Data di nascita   | Nazionalità sportiva |
| -- | ------------------- | ----- | ----------------- | -------------------- |
| 1  | Daly Santana        | S     | 19 febbraio 1995  | Porto Rico           |
| 2  | Sara Alberti        | C     | 3 gennaio 1993    | Italia               |
| 4  | Jana Franziska Poll | S     | 7 maggio 1988     | Germania             |
| 5  | Denise Meli         | C     | 9 aprile 2001     | Italia               |
| 6  | Mikaela Foecke      | S     | 22 febbraio 1997  | Stati Uniti          |
| 7  | Alice Degradi       | S     | 10 aprile 1996    | Italia               |
| 9  | Nika Daalderop      | S     | 29 novembre 1998  | Paesi Bassi          |
| 10 | Giulia De Nardi     | L     | 23 aprile 1994    | Italia               |
| 12 | Alice Turco         | P     | 4 febbraio 2000   | Italia               |
| 13 | Sarah Fahr          | C     | 12 settembre 2001 | Italia               |
| 14 | Laura Dijkema       | P     | 18 febbraio 1990  | Paesi Bassi          |
| 15 | Sylvia Nwakalor     | S/O   | 12 agosto 1999    | Italia               |
| 17 | Maila Venturi       | L     | 23 ottobre 1996   | Italia               |
| 19 | Emily Maglio        | C     | 13 novembre 1996  | Canada               |

## Mercato
| Acquisti | Acquisti        | Acquisti             | Acquisti   |
| R.       | Nome            | da                   | Modalità   |
| -------- | --------------- | -------------------- | ---------- |
| L        | Giulia De Nardi | Libertas Martignacco | definitivo |
| C        | Sarah Fahr      | Club Italia          | definitivo |
| S        | Mikaela Foecke  | Nebraska             | definitivo |
| C        | Emily Maglio    | Hawaii               | definitivo |
| C        | Denise Meli     | Volleyrò             | definitivo |
| S/O      | Sylvia Nwakalor | Club Italia          | definitivo |
| P        | Alice Turco     | Libertas Martignacco | definitivo |

| Cessioni | Cessioni              | Cessioni          | Cessioni   |
| R.       | Nome                  | a                 | Modalità   |
| -------- | --------------------- | ----------------- | ---------- |
| P        | Francesca Bonciani    | Hermaea           | definitivo |
| C        | Sonia Candi           | Cuneo Granda      | definitivo |
| S        | Alice Degradi         | Millenium Brescia | definitivo |
| O        | Louisa Lippmann       | Shanghai          | definitivo |
| S        | Tijana Malešević      | Stella Rossa      | definitivo |
| L        | Beatrice Parrocchiale | Pro Victoria      | definitivo |
| C        | Mina Popović          | Casalmaggiore     | definitivo |
| S/O      | Indre Sorokaite       | Imoco             | definitivo |

## Risultati

### Serie A1

#### Girone di andata
| 1ª giornata - 13 ottobre 2019 Nelson Mandela Forum, Firenze      | San Casciano    | 3 - 2 | UYBA                  | 25-21, 18-25, 20-25, 25-15, 15-11 |
| 2ª giornata - 20 ottobre 2019 PalaVignola, Caserta               | VolAlto Caserta | 1 - 3 | San Casciano          | 25-18, 25-27, 21-25, 22-25        |
| 3ª giornata - 26 ottobre 2019 Nelson Mandela Forum, Firenze      | San Casciano    | 3 - 0 | Wealth Planet Perugia | 28-26, 25-23, 25-22               |
| 4ª giornata - 31 ottobre 2019 PalaMaddalene, Chieri              | Chieri '76      | 0 - 3 | San Casciano          | 21-25, 23-25, 22-25               |
| 5ª giornata - 3 novembre 2019 Nelson Mandela Forum, Firenze      | San Casciano    | 0 - 3 | Millenium Brescia     | 23-25, 22-25, 20-25               |
| 6ª giornata - 10 novembre 2019 Nelson Mandela Forum, Firenze     | San Casciano    | 3 - 1 | Cuneo Granda          | 25-27, 25-14, 25-18, 25-18        |
| 7ª giornata - 17 novembre 2019 Palazzetto dello Sport, Scandicci | Savino Del Bene | 3 - 0 | San Casciano          | 25-18, 25-17, 25-20               |
| 8ª giornata - 24 novembre 2019 Nelson Mandela Forum, Firenze     | San Casciano    | 3 - 1 | Bergamo               | 25-18, 28-26, 22-25, 25-16        |
| 9ª giornata - 1º dicembre 2019 PalaRadi, Cremona                 | Casalmaggiore   | 3 - 0 | San Casciano          | 33-31, 25-19, 25-21               |
| 10ª giornata - 23 ottobre 2019 Nelson Mandela Forum, Firenze     | San Casciano    | 2 - 3 | AGIL                  | 27-25, 25-23, 16-25, 18-25, 11-15 |
| 11ª giornata - 15 dicembre 2019 PalaTriccoli, Jesi               | Filottrano      | 3 - 0 | San Casciano          | 25-22, 25-19, 25-17               |
| 12ª giornata - 22 dicembre 2019 Nelson Mandela Forum, Firenze    | San Casciano    | 0 - 3 | Imoco                 | 21-25, 16-25, 23-25               |
| 13ª giornata - 26 dicembre 2019 Palazzetto dello Sport, Monza    | Pro Victoria    | 3 - 0 | San Casciano          | 25-17, 25-21, 25-21               |

#### Girone di ritorno
| 14ª giornata - 15 gennaio 2020 PalaPiantanida, Busto Arsizio  | UYBA                  | 3 - 0 | San Casciano    | 25-15, 25-21, 25-19        |
| 15ª giornata - 19 gennaio 2020 Nelson Mandela Forum, Firenze  | San Casciano          | 3 - 0 | VolAlto Caserta | 25-9, 30-28, 25-17         |
| 16ª giornata - 26 gennaio 2020 PalaEvangelisti, Perugia       | Wealth Planet Perugia | 1 - 3 | San Casciano    | 25-19, 19-25, 23-25, 17-25 |
| 17ª giornata - 9 febbraio 2020 Nelson Mandela Forum, Firenze  | San Casciano          | 1 - 3 | Chieri '76      | 22-25, 23-25, 25-21, 20-25 |
| 18ª giornata - 12 febbraio 2020 PalaGeorge, Montichiari       | Millenium Brescia     | 3 - 1 | San Casciano    | 25-16, 17-25, 26-24, 25-21 |
| 19ª giornata - 16 febbraio 2020 PalaCastagnaretta, Cuneo      | Cuneo Granda          | 3 - 0 | San Casciano    | 25-16, 25-18, 25-20        |
| 20ª giornata - 23 febbraio 2020 Nelson Mandela Forum, Firenze | San Casciano          | 1 - 3 | Savino Del Bene | 21-25, 31-29, 16-25, 14-25 |
| 21ª giornata - 1º aprile 2020 Palazzetto dello sport, Bergamo | Bergamo               | -     | San Casciano    | annullata                  |
| 22ª giornata - 11 marzo 2020 Nelson Mandela Forum, Firenze    | San Casciano          | -     | Casalmaggiore   | annullata                  |
| 23ª giornata - 8 marzo 2020 PalaTerdoppio, Novara             | AGIL                  | -     | San Casciano    | annullata                  |
| 24ª giornata - 15 marzo 2020 Nelson Mandela Forum, Firenze    | San Casciano          | -     | Filottrano      | annullata                  |
| 25ª giornata - 21 marzo 2020 PalaVerde, Villorba              | Imoco                 | -     | San Casciano    | annullata                  |
| 26ª giornata - 28 marzo 2020 Nelson Mandela Forum, Firenze    | San Casciano          | -     | Pro Victoria    | annullata                  |

### Coppa Italia

#### Fase a eliminazione diretta
| Quarti di finale - 29 gennaio 2020 PalaPiantanida, Busto Arsizio | UYBA | 3 - 0 | San Casciano | 25-13, 25-16, 25-18 |

## Statistiche

### Statistiche di squadra
| Competizione | Punti | In casa | In casa | In casa | In trasferta | In trasferta | In trasferta | Totale | Totale | Totale |
| Competizione | Punti | G       | V       | P       | G            | V            | P            | G      | V      | P      |
| ------------ | ----- | ------- | ------- | ------- | ------------ | ------------ | ------------ | ------ | ------ | ------ |
| Serie A1     | 24    | 10      | 5       | 5       | 10           | 3            | 7            | 20     | 8      | 12     |
| Coppa Italia | -     | -       | -       | -       | 1            | 0            | 1            | 1      | 0      | 1      |
| Totale       | -     | 10      | 5       | 5       | 11           | 3            | 8            | 21     | 8      | 13     |

G = partite giocate; V = partite vinte; P = partite perse

### Statistiche dei giocatori
| Giocatore    | Serie A1 | Serie A1 | Serie A1 | Serie A1 | Serie A1 | Coppa Italia | Coppa Italia | Coppa Italia | Coppa Italia | Coppa Italia | Totale | Totale | Totale | Totale | Totale |
| Giocatore    | P        | PT       | AV       | MV       | BV       | P            | PT           | AV           | MV           | BV           | P      | PT     | AV     | MV     | BV     |
| ------------ | -------- | -------- | -------- | -------- | -------- | ------------ | ------------ | ------------ | ------------ | ------------ | ------ | ------ | ------ | ------ | ------ |
| S. Alberti   | 20       | 128      | 88       | 35       | 5        | 1            | 4            | 4            | 0            | 0            | 21     | 132    | 92     | 35     | 5      |
| N. Daalderop | 19       | 223      | 200      | 17       | 6        | 1            | 5            | 5            | 0            | 0            | 20     | 228    | 205    | 17     | 6      |
| G. De Nardi  | 7        | 0        | 0        | 0        | 0        | 0            | 0            | 0            | 0            | 0            | 7      | 0      | 0      | 0      | 0      |
| A. Degradi   | 13       | 54       | 43       | 4        | 7        | -            | -            | -            | -            | -            | 13     | 54     | 43     | 4      | 7      |
| L. Dijkema   | 20       | 22       | 18       | 3        | 1        | 1            | 1            | 1            | 0            | 0            | 21     | 29     | 19     | 3      | 1      |
| S. Fahr      | 20       | 152      | 87       | 47       | 18       | 1            | 7            | 4            | 3            | 0            | 21     | 159    | 91     | 50     | 18     |
| M. Foecke    | 20       | 180      | 157      | 15       | 8        | 1            | 8            | 7            | 1            | 0            | 21     | 188    | 164    | 16     | 8      |
| E. Maglio    | 16       | 38       | 26       | 11       | 1        | 1            | 0            | 0            | 0            | 0            | 17     | 38     | 26     | 11     | 1      |
| D. Meli      | 0        | 0        | 0        | 0        | 0        | -            | -            | -            | -            | -            | 0      | 0      | 0      | 0      | 0      |
| S. Nwakalor  | 20       | 238      | 207      | 27       | 4        | 1            | 5            | 4            | 1            | 0            | 21     | 243    | 211    | 28     | 4      |
| J. Poll      | 3        | 4        | 4        | 0        | 0        | 1            | 1            | 1            | 0            | 0            | 4      | 5      | 5      | 0      | 0      |
| D. Santana   | 18       | 117      | 102      | 9        | 6        | 1            | 0            | 0            | 0            | 0            | 19     | 117    | 102    | 9      | 6      |
| A. Turco     | 12       | 6        | 2        | 2        | 2        | 0            | 0            | 0            | 0            | 0            | 12     | 6      | 2      | 2      | 2      |
| M. Venturi   | 20       | 0        | 0        | 0        | 0        | 1            | 0            | 0            | 0            | 0            | 21     | 0      | 0      | 0      | 0      |

P = presenze; PT = punti totali; AV = attacchi vincenti; MV = muri vincenti; BV = battute vincenti